# ビー郡 (テキサス州)
ビー郡（英: Bee County）は、アメリカ合衆国テキサス州に位置する郡である。人口は32,359人（2000年）。郡庁所在地はビービルである。ビー郡はテキサス共和国の国務長官、Barnard E. Bee の名を取って命名された。

## 地理
アメリカ合衆国統計局によると、この郡は総面積2,280 km2 (880 mi2) である。このうち2,280 km2 (880 mi2) が陸地で0 km2 (0 mi2) が水地域である。総面積の0.02%は水地域となっている。

### 隣接する郡
- カーンズ郡 (北)
- ゴリアド郡 (北東)
- レフュリオ郡 (東)
- サンパトリシオ郡 (南東)
- ライブオーク郡 (西)

## 人口動勢
2000年国勢調査で、この郡は人口32,359人、9,061世帯、及び6,578家族が暮らしている。人口密度は14/km2 (37/mi2) である。5/km2 (12/mi2) の平均的な密度に10,939軒の住宅が建っている。この郡の人種的な構成は白人67.85%、アフリカン・アメリカン9.90%、先住民0.42%、アジア0.51%、太平洋諸島系0.03%、その他の人種19.15%、及び混血2.13%である。ここの人口の53.93%はヒスパニックまたはラテン系である。

2000年国勢調査に基づくビー郡の人口ピラミッド

この郡内の住民は23.40%が18歳未満の未成年、18歳以上24歳以下が13.30%、25歳以上44歳以下が35.40%、45歳以上64歳以下が17.80%、及び65歳以上が10.20%にわたっている。中央値年齢は32歳である。女性100人ごとに対して男性は148.40人である。18歳以上の女性100人ごとに対して男性は164.90人である。
この郡内の世帯ごとの平均的な収入は28,392米ドルであり、家族ごとの平均的な収入は32,967米ドルである。男性は26,473米ドルに対して女性は20,666米ドルの平均的な収入がある。この郡の一人当たりの収入 (per capita income) は10,625米ドルである。人口の24.00%及び家族の19.70%は貧困線以下である。全人口のうち18歳未満の33.80%及び65歳以上の18.30%は貧困線以下の生活を送っている。

## 都市及び町

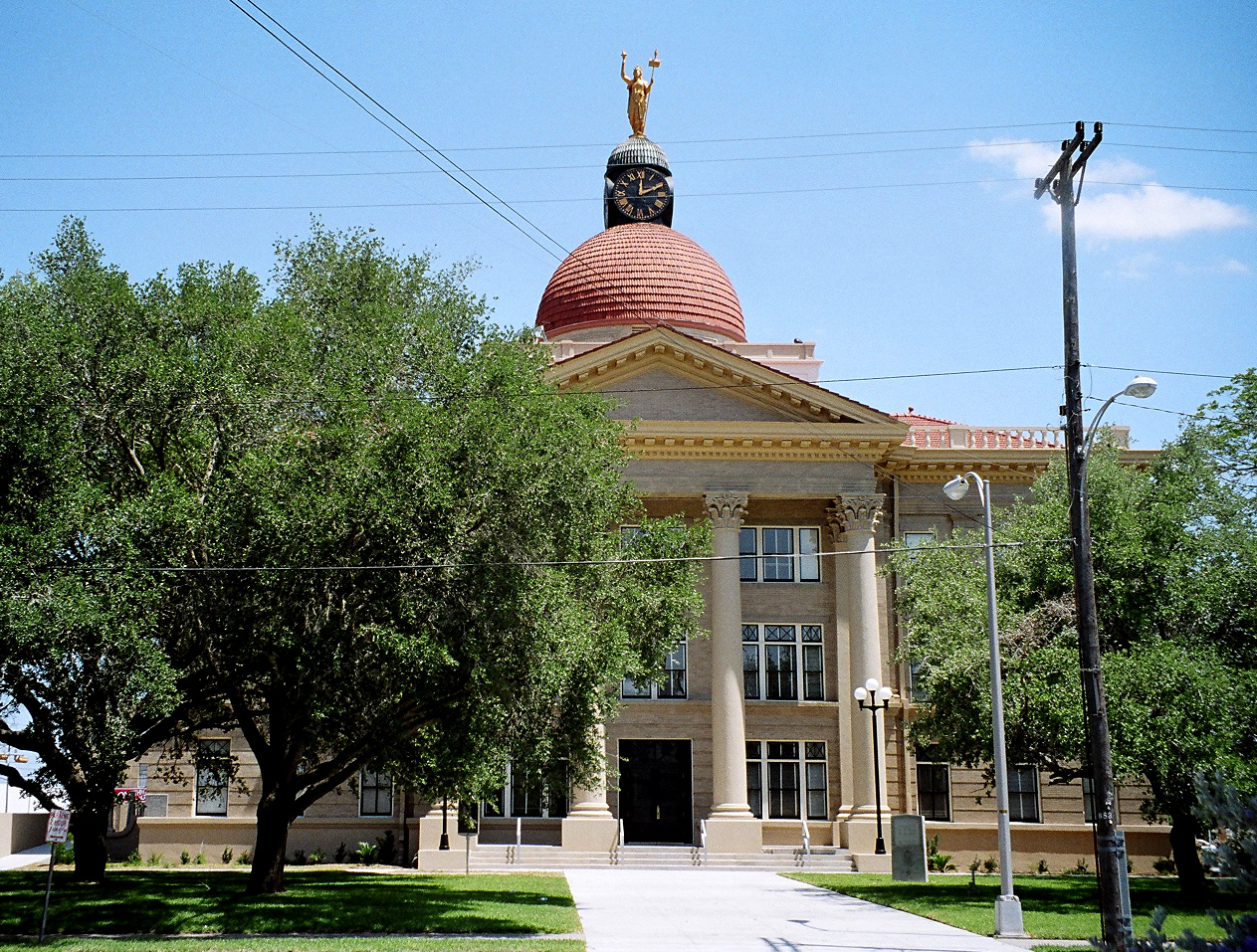
ビーブルにあるビー郡庁舎は1913年に建てられた。

- ビービル（郡庁所在地）
- ブルーベリーヒル
- Normanna
- ポーニー
- Pettus
- スキッドモアー
- Tuleta
- Tulsita
- Tynan